# وست فرانکفورت (ایلینوی)
وست فرانکفورت، ایلینوی (به انگلیسی: West Frankfort, Illinois) یک شهر در ایالات متحده آمریکا با جمعیت ۸٬۱۸۲ نفر است که در ایلی‌نوی واقع شده‌است.

## موقعیت جغرافیایی
موقعیت جغرافیایی شهرها و مناطق اطراف به شرح زیر است: